# Lintonium srivastavi
Lintonium srivastavi är en plattmaskart. Lintonium srivastavi ingår i släktet Lintonium och familjen Fellodistomatidae. Inga underarter finns listade i Catalogue of Life.